# Újezd u Přelouče
Újezd u Přelouče – wieś i gmina w Czechach, w powiecie Pardubice, w kraju pardubickim. 1 stycznia 2014 liczyła 206 mieszkańców.